# 홋카이 가쿠엔 대학
홋카이 가쿠엔 대학(일본어: 北海学園大学, Hokkai Gakuen University) 또는 홋카이 학원 대학은 일본의 사립대학이다. 대학 본부는 홋카이도 삿포로시 도요히라 구(豊平區)에 있다.

## 연혁
홋카이 가쿠엔 대학의 기원은 1885년에 설립된 홋카이(北海/북해) 영어학교이다. 1949년에 설치된 각종학교 삿포로 홋카이 학원(各種學校札幌北海學院)이 1950년에 홋카이 단기대학(北海短期大學)이 되어 1952년에 홋카이 가쿠엔 대학이 발족하였다.
- 1885년 : 홋카이 영어학교 설립.
- 1901년 : 중학부 설치.
- 1905년 : 중학부가 홋카이 중학교로 개칭.
- 1920년 : 삿포로 상업학교 설치.
- 1948년 : 홋카이 중학교와 삿포로 상업학교가 고등학교들이 됨.
- 1949년 : 각종학교 삿포로 홋카이 학원 설치.
- 1950년 : 홋카이 단기대학 설치 (학과: 경제과).
- 1952년 : 홋카이 가쿠엔 대학 개설 (학부: 경제학부).
- 1964년 : 법학부 설치.
- 1968년 : 공학부 설치.
- 1970년 : 대학원 석사과정 설치.
- 1992년 : 대학원 박사과정 설치.
- 1993년 : 인문학부 설치.
- 2003년 : 경영학부 설치.

## 캠퍼스
- 도요히라(豊平) 캠퍼스: 대학 본부 캠퍼스.
홋카이도 삿포로시 도요히라 구(豊平區) 아사히마치(旭町) 4-1-10.
- 야마하나(山鼻) 캠퍼스: 공학부 캠퍼스.
홋카이도 삿포로 시 주오 구(中央區) 미나미(南) 28조(條) 니시(西) 11-1-1.

## 조직

### 학부
- 경제학부: 제1부(주간)/제2부(야간)
  - 경제학과
  - 지역경제 학과
- 경영학부: 제1부/제2부
  - 경영학과
  - 경영정보 학과
- 법학부: 제1부/제2부
  - 법률학과
  - 정치학과
- 인문학부: 제1부/제2부
  - 일본 문화학과
  - 영미 문화학과
- 공학부: 제1부
  - 사회 환경 공학과
  - 건축학과
  - 전자 정보 공학과

### 대학원
- 경제학 연구과
- 경영학 연구과
- 법학 연구과
- 문학 연구과
- 공학 연구과
- 법무 연구과 (법과대학원)

### 부속기관
- 도서관
- 개발 연구소
- 홋카이 가쿠엔 High-Tech Research Center